# Kanton Ginestas
Kanton Ginestas (fr. Canton de Ginestas) je francouzský kanton v departementu Aude v regionu Languedoc-Roussillon. Skládá se ze 14 obcí.

## Obce kantonu
- Argeliers
- Bize-Minervois
- Ginestas
- Mailhac
- Mirepeisset
- Ouveillan
- Paraza
- Pouzols-Minervois
- Roubia
- Saint-Marcel-sur-Aude
- Saint-Nazaire-d'Aude
- Sainte-Valière
- Sallèles-d'Aude
- Ventenac-en-Minervois